# Estación Coligües
Coligües fue una estación del ferrocarril ubicada en la localidad de Coligües, comuna de Zapallar, en la región de Valparaíso de Chile. Fue parte del longitudinal norte, correspondiente al segmento entre la estación La Calera y estación La Ligua.
La estación fue inaugurada junto con el resto de la línea entre La Calera y La Ligua en 1897.
En 1962 se construye el edificio de la estación.
Actualmente la estación se halla cerrada.